# 사도 바울로
바울로(Paul, 고대 그리스어: Παῦλος 파울로스[*], 라틴어: Paulus 파울루스[*], 공동번역성서), 바오로(천주교), 바울(개신교)는 초기 기독교의 사도로, 신약성경의 주요 부분을 차지하는 바울로 서신을 저술한 인물이다. 신약성경 사도행전에 에서 그는 예수를 믿는 자들을 앞장서서 박해하였으나, 예수의 음성을 들은 이후 회심하여 이후 기독교의 초기 신앙에 막대한 영향을 끼쳤다. 회심하기 전의 이름은 왕의 이름인 '요청받은 자'라는 뜻의 '사울'(שָׁאוּל)이었다. 고대 로마 속주였던 소아시아 키리키아 지방(현재의 튀르키예) 중심 도시 타르수스(다소) 출신이다. 천주교 및 정교회에서 성인으로 기리며, 축일은 베드로와 같은 6월 29일(천주교, 성공회), 7월 12일(정교회)이다.

## 개요
바울로는 초기 기독교를 이끈 뛰어난 지도자 가운데 한 사람이었다. 예수가 그리스도라는 교의를 전하려는 열정으로 아프리카(북아프리카) 지역을 제외한 로마 제국의 주요 도시를 돌아다녔다. 무려 20,000km에 이르는 거리를 돌아다닌 그의 선교 여행과, 신약성서 27개의 문서 가운데 13편에 달하는 그의 이름으로 된 서신서들은 초대교회사에서 기념비적인 업적이다. 그는 자신이 선교 여행 중에 여러 번 죽을 위기를 맞았다고 말한다. 유대인에게 다섯 번 매를 맞고, 세 번 태장으로 맞고, 한 번 돌로 맞고, 세 번 배가 파선했다. 그렇게 그는 유대교와 구분된 기독교를 확립했고, 그 교회는 지금까지 명맥을 이어오고 있다. 또한 바울의 열정은 예수가 왜 그리스도인가에 대해 구약성서를 근거로 변증하는 지성적인 신앙에 뿌리를 두었다. 바울로 신학 및 서신은 기독교 교리와 역사에 미친 영향이 매우 커서 혹자는 '예수가 없었다면 바울로도 없었겠지만 바울로가 없었다면 기독교도 없었다.'라고 평하기도 한다.

## 이름
바울로는 로마제국의 라틴어 이름을 헬라어로 음차한 이름으로 그의 히브리어 이름은 ‘사울(히브리어: שאול)’이다. 이름에 대해서는 주장이 둘로 나뉜다. 먼저 로마제국 시민으로서 두 개 이름을 활용했다는 주장과 이름 의미 차이에서 의도적이라고 보는 주장이 있다. '사울'은 구약성서 최초 이스라엘 왕의 이름이었고 요청할 수 있는 자인데, '바울로'는 '작은 자'라는 의미로 의미 대비가 커서 바울이 회심 이후 사울에서 바울로 변경했다는 주장이다.
우선, 바울로가 두 개 이름을 지녔다는 주장이 있다. 재미교포들이 한국어 이름과 영어 이름을 모두 사용하는 것처럼 해외에서 사는 유대인(그리스말로 '흩어진'을 뜻하는 디아스포라)들도 히브리어 이름과 헬라어나 라틴어 이름을 모두 사용했기 때문에, 사도 바울로도 헬라어식 이름인 바울로과 히브리어 이름인 사울을 모두 사용했다는 주장이다. 특히 바울로의 경우 로마 시민권을 지녔기에 로마식 이름이 더 있는 시실은 자연스럽다. 그러므로 한때 기독교인들이 사울이 바울로로 개명했다는 주장은 사도 바울로 시대의 문화에 대한 이해 부족에서 비롯되었다고 볼 수 있다. 사도행전에서도 '바울로라고도 불리는 사울'이라고 언급한다.
둘째로 사울이 베드로처럼 기념적인 두 번째 이름인 바울로라는 이름을 활용했으리라는 주장이다. 바울로는 라틴어로 '작은', '낮은'이라는 뜻인 형용사 '파울루스'(paulus)에서 유래했다. 기념비적 이름이라는 주장의 배경으로 이름의 의미가 극명하게 대비된다는 점을 강조한다. 당시 굳이 2개의 이름을 사용하지 않았다는 사실도 있고, 히브리어 이름을 번역하여 사용한 기록도 있다. 그리고 바울로라는 이름 자체가 라틴어 권역인 이탈리아 지역에서도 극히 일부만 사용하던 이름이었고, 헬라어 권역인 소아시아 지역에서 사용하기 어려운 이름이었다. 
고대 이스라엘 왕 이름이었던 사울은 히브리어에서 사울은 '간구함' 또는 '요청'의 의미를 지닌 '요청하는 자'로 히브리어의 동사로 요청하다라는 뜻의 '샤알'에서 유래한 이름이다. 사울이 베냐민 지파 출신 이스라엘 왕국 첫 임금의 이름이었던 반면, 라틴어에서 유래한 바울로는 '작은 자, 낮은 자'라는 의미로 베냐민 지파 출신 율법학자였던 사울의 이름이었다. 바울로는 너무나 대비되는 두 개의 이름을 굳이 사용하지는 않았을 것이며, 이를 사용했다면 의도가 있었을 것이다. 이미 로마제국 이전부터 유대 지역의 헬라화가 진행된 상황이었던 1세기에는 아람어나 히브리어 이름을 헬라어식으로 음차하거나 번역했고, 헬라어식 이름을 유대지역에서 그대로 활용하기도 하였다. 신약성경에서 유대인인 예수의 12 사도들 중에 히브리어나 아람어 관련 이름이 아니라 헬라어식 이름을 사용하는 사도들이 있다. 안드레아와 필립보가 대표적이다. 안드레아는 시몬 베드로의 형제로 유대인이었고, 필립보 역시 세례자 요한의 제자 출신으로 유대인이었다. 그런데도 유대 지역 내에서 헬라어식 이름만을 그대로 사용했고 굳이 아람어와 헬라어로 이름을 사용하지 않았다. 베드로의 원래 이름은 시몬이었으나 예수를 만난 이후 '바위'를 뜻하는 아람어 '케파'라는 별칭을 얻었다. 이를 번역해 바위를 뜻하는 헬라어 '페트로스'가 그의 이름으로 널리 사용되었다. 1세기에 두 개 이름을 굳이 사용하지 않기도 했으며, 아람어나 히브리어 이름을 사용할 경우에는 번역하거나 음차하여 사용하였다. 이러한 상황을 보면 사울은 발음하기 편한 헬라어식 음차 '사울로스'나 사울을 번역한 라틴어 이름이나 헬라어 이름으로 사용했어야 했다. 하지만 사울은 자신의 히브리 왕의 이름에 정반대인 헬라 종의 이름인 바울로를 사용했다. 바울로의 경우 회심 이전에 두 개의 이름이 있었다기보다 회심 이후 자신의 이름을 헬라어로 음차하거나 번역하지 않고, 작은 자라는 의미의 바울이라는 이름을 추가적으로 변경했던 것으로 보인다.

### 한국어 성서 번역본의 음역 차이
1900년 완역한 신약성경 전서 음역을 따른 개역한글판(대한성서공회)은 ‘바울’, 공동번역성서(대한성서공회)는 ‘바울로’, 천주교 성경(2005년, 한국천주교주교회의)은 ‘바오로’라고 한다. 성공회는 바울을 ‘바우로’라고 음역하는데, 그 실례로 1965년판 성공회 공동기도문과 성공회 소성인전에 바울로를 바우로로 음역하며, 현재도 한국 성공회는 바울로를 세례받은 신자에게 붙이는 이름 즉 신명(信名)으로 사용한다.
이 인물의 이름은 공동번역성서의 '바울로'를 공히 사용하려 했으나 양측 견해 차이로 말미암아 이뤄지지 않았다. 동방 정교회는 공동번역성서를 따라 '바울로'라고 칭하며, 개신교 대부분은 1900년 완역한 신약성경 전서를 따라 '바울'로, 로마 가톨릭교회에서는 2005년 한국 천주교 주교회의에서 옮긴 성경에 따라 '바오로'로 칭한다. 성공회에서는 공동번역성서 번역에 따라 '바울로'라고 하는데, '바우로'라고 부르기도 한다.

## 사료
실제 바울로의 생애를 추적할 때 바울로 서신들과 사도행전에 기록된 그의 행적을 사용한다. 바울로 서신은 그의 회심 이후 사역에 대한 내용을 충실히 증언하지만, 회심 이전의 삶에 대한 자세한 내용은 거의 나타나지 않는다. 사도행전은 더 많은 정보를 제공하지만, 바울로의 죽음 등 몇몇 부분은 서술에서 빠져 있다. 또한, 사도행전은 예루살렘 교회를 방문한 횟수와 관련하여 바울의 서신들과 여러 면에서 모순되는 부분이 있어 그 역사적 신빙성에 대해서는 성서비평학을 중심으로 여러 의문이 제시되고 있다.
신약성경 외에 바울을 언급하는 자료는 다음과 같다.
- 고린도인들에게 보낸 교황 클레멘스 1세의 편지 (1세기 후반/2세기 초)
- 로마인들과 에페소스인들에게 보낸 안티오키아의 이그나티오스의 편지 (2세기 초)[14]
- 필리피인들에게 보낸 폴리카르포스의 편지 (2세기 초)
- 유세비우스의 교회사(4세기 초)

그의 삶과 관련된 신약 외경도 있다. 바울 행전, 바울과 데클라 행전, 베드로와 바울 행전이 바로 그것이다. 이외에도 라오디게아인들에게 보내는 라틴어 서신, 고린도인들에게 보내는 세 번째 서신, 바울과 세네카의 서신처럼 바울이 쓴 것으로 전해지는 외경들도 있다. 또한, 바울 묵시록과 콥트어 바울 묵시록과 같은 묵시 문헌도 존재한다. 그러나 이들 문헌은 일반적으로 2세기부터 4세기 사이에 작성된 것으로 여겨진다.

## 생애

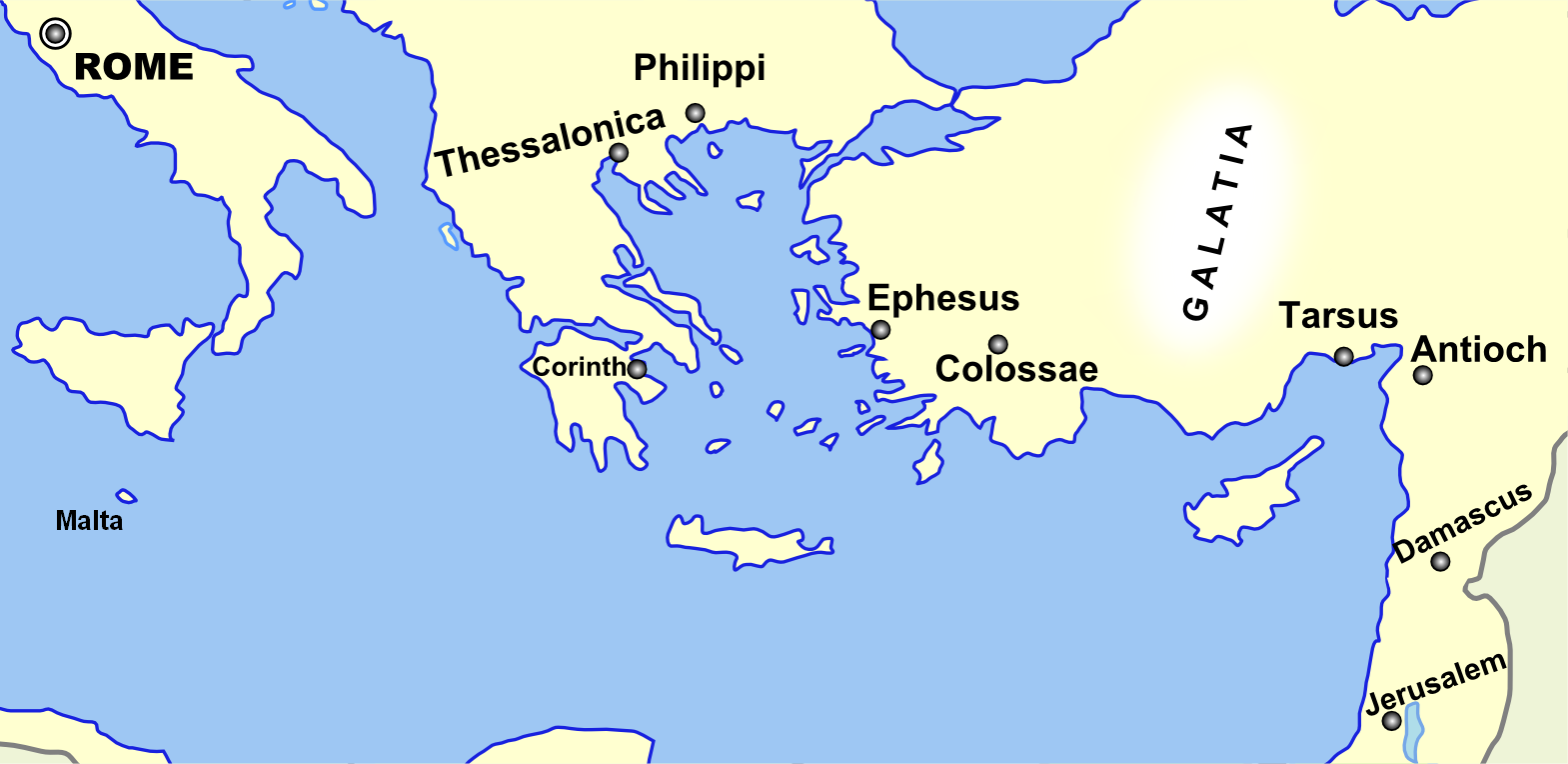
바울로의 삶과 관련된 지도.

로마 제국 치하의 소아시아 킬리키아 지방(길리기아, 현재의 튀르키예)의 중심 도시 타르수스에서 유대인으로 태어났다. 출생 연대는 신약성서 학계에서 기원후 5년 즈음으로 추측하고 있으며, 그의 출생 지역과 연대로 미루어 보아 바울로는 제국의 시민권이 있었다고 추측하며, 이에 관한 간접적인 기록으로 사도행전 22:25-29에서 바울로의 선교 활동 중에 유대 민족과의 충돌로 로마군에 체포되었을 때 자신이 나면서부터 로마 시민이라고 말한 것을 들고 있다. 바울로는 자신의 유대 혈통을 부정한 적이 없으며, 게다가 그가 이른바 다마스쿠스에서 회심하기까지 초기 그리스도인들의 박해에 앞장섰다는 점으로 미루어 그의 유대인 혈통에 관해 의심의 여지가 없다. 바울로 자신은 대단한 출신배경에 관해 자부하지 않았다. 오히려 그는 필립비서에서 그리스도를 아는 지식의 가치를 강조하기 위해 자신의 출신 배경을 오물에 빗댄다.

### 학식
바울로 서간의 내용을 바탕으로 해석할 때 그는 아마 흠이 없는 교육을 두루 받은 것으로 보이지만, 어디서 그리고 어떤 교육을 받았는지는 거의 알려져 있지 않다. 다만 그의 고향이 고대 그리스 문명의 영향 밑에 있었던 관계로 당시의 일반적인 고전 교육 및 유대교의 바리사이파적 율법 교육을 받았을 것으로 추측하고 있다. 그는 존경받는 율법학자 가말리엘에게서 율법 교육을 받았는데, 유대 전통에 따라 구약성서(율법, 예언서), 율법 해석(미드라시), 수사학을 공부했을 것이다. 이러한 체계적 신학교육은 사도 바울로를 유대 전통인 율법을 비판할 만큼 뛰어난 신학자로 자라게 해주었다. 사도 바울로가 가말리엘의 제자였다는 사도행전의 설명을 바탕으로 회심하기 전까지 그가 바리사이파에 적극 협조하지 않았을까 추측하기도 한다. 이와 같은 바울로의 출생과 유대교의 율법을 추종하였던 젊은 시절의 활동은 자신의 사목 방향이나 신학적인 견해에 맞지 않을 경우 타협하지 않았던 그의 곧은 성품에 잘 반영되고 있다고 볼 수 있다. 바울은 고대 그리스 문학에도 밝았는데, 사도행전에 따르면 고대 그리스 시인을 인용하여 아테네 철학자들에게 복음을 전하였다.
우리는 그분 안에서 숨쉬고 움직이며 살아간다.하는 말도 있지 않습니까? 또 여러분의 어떤 시인은 우리도 그의 자녀다. 하고 말하지 않았습니까?— 사도행전, 17:28, 공동번역성서

사도행전에는 바울로가 전하는 복음을 듣고 회심한 이들의 이름을 자세히 적었다. 지식인들의 지성에 맞게 전도한 사도 바울로의 전도는 지혜로운 전도였던 것이다.
몇몇 사람이 바울로 편이 되어 예수를 믿게 되었다. 그중에는 아레오파고 법정의 판사인 디오니시오를 비롯하여 다마리스라는 여자와 그 밖에도 몇 사람이 더 있었다.— 사도행전, 17:34, 공동번역성서

### 주요 연대

#### 제위트의 연대기 구성[23][24]
- 34년 다마스쿠스 사건
- 41년 제1차 예루살렘 방문
- 51년 소아시아와 그리스에서의 선교, 제2차 예루살렘 방문
- 59년-60년 로마로의 송환
- 62년 사망

### 다마스쿠스에서의 회심

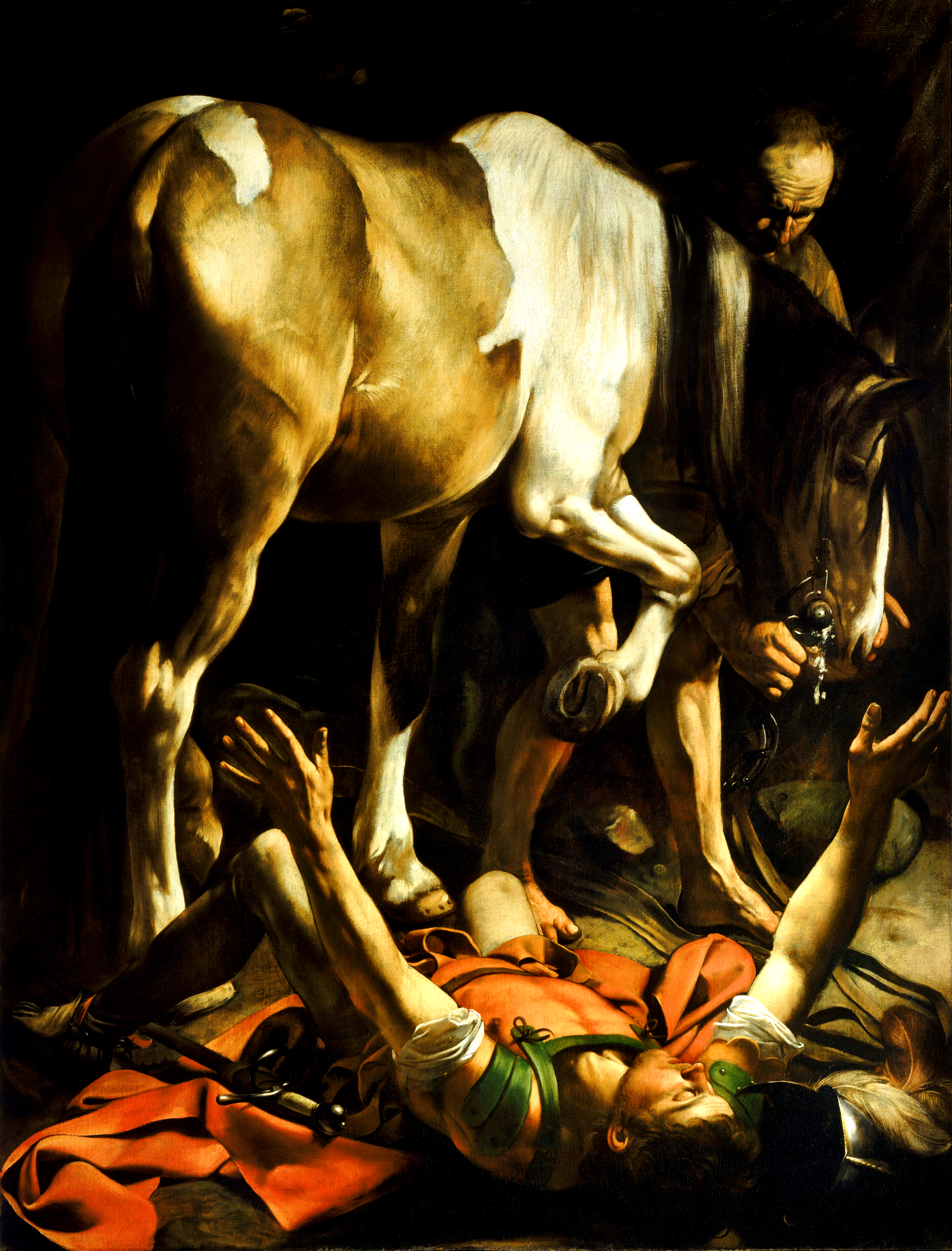
다마스쿠스로 가는 길에서 일어난 회심, 카라바조

사도 바울은 스테파노의 순교 이후 기독교인들을 본격적으로 박해하기 위해서 대제사장의 권한을 받아 다마스쿠스에 가던 중 예수의 현현을 보고 그의 음성을 듣게 되었고, 이후 예수의 제자 아나니아에게 세례를 받았다. 기독교인이 된 후 성 바르나바의 중재로 사도들과 교제하였다. 어떤 사람들은 이 사건을 개종이라는 단어로 표현하기도 하지만, 바울로가 활동하던 시기에는 아직 기독교는 독립종교가 아닌 유대교 세계 안의 이단이었기 때문에, 여기에서는 개종이라는 단어를 쓰지 않았다.

### 선교활동
바울로는 바나바와 함께 안티오키아에서 선교 활동을 했는데, 도중에 이들은 결별을 했다. 마르코라는 헬라식 이름을 가진 유대 청년 요한이 도중에 선교 활동을 중단한 적이 있는데, 바나바가 자신의 사촌 인 마르코를 전도여행에 다시 데려가자고 제안했기 때문이다. 고지식한 성격의 바울은 이를 거절했고 결국 심한 언쟁(직역하면 엄청난 분노와 성냄) 끝에 서로 헤어졌다.
사도행전에서는 이들의 논쟁이 벌어진 이유를 다음과 같이 설명한다.
며칠 뒤에 바울로는 바르나바에게 "우리가 주님의 말씀을 전한 모든 도시를 두루 찾아다니며 교우들이 어떻게 지내고 있는지 살펴봅시다." 하고 제언하였다. 그때 바르나바는 마르코라는 요한도 같이 데려가자고 하였다. 그러나 바울로는 자기들과 함께 가서 일하지 않고 밤필리아에서 떨어져 나갔던 사람을 데리고 갈 수는 없다고 생각하였다. 그래서 그 두 사람은 심한 언쟁 끝에 서로 헤어졌는데 바르나바는 마르코를 데리고 배를 타고 키프로스로 떠나가 버렸다.— 사도행전, 15:36-39, 공동번역성서

여기서 심한 언쟁으로 번역한 파록쉬스모스(그리스어: παροξυσμὸς paroxusmos[*])는 엄청난 분노와 성냄을 포함하는 말이다. 바울과 바나바의 언쟁은 서로에게 엄청난 적대감을 드러내며 벌인 감정다툼이었던 것이다. 이들의 분쟁에 대해 성공회 신학자 톰 라이트 (Tom Wright)주교는 사도들이 '위로의 아들'이라고 불러줄 만큼 성격이 유순한 바나바와 올곧은 성격의 바울이 서로 원만하게 지내기는 힘들었기 때문으로 이해한다.
바울은 아테네, 테살로니키, 코린토스, 에페소스 등에서 선교활동을 했으며, 특히 고린도에서는 브리스킬라(아내)와 아퀼라(남편)라는 유대인 천막업자 부부와 같이 일하면서 하느님의 말씀을 전했다. 로마에서는 셋방살이를 하면서 유대인들에게 하느님의 나라와 예수 이야기를 담대히 들려주었고, 필리포스 대왕의 이름을 딴 마케도니아의 필립비에서는 리디아(루디아)라는 여성 상인의 도움을 받아 교회공동체를 조직했다. 사도행전 16장에서 리디아는 티아디라에서 나고 자란 자색 옷감 장사라고 했는데, 고대 지중해 세계에서 자색 옷감은 왕이나 부자들만 입을 수 있는 귀한 옷이었다. 실제 예수의 수난 복음에서 로마 군인들이 예수에게 자색 옷감을 입혔다는 이야기가 나오는 것도 왕이신 그리스도를 말하고자 함이다. 리디아는 자색 옷감을 사고팔 정도로 부유한 여성 상인으로서 자신이 모은 재산을 아낌없이 교회공동체에서 사용했음을 사도 루가는 전하고 있다. 이는 초기 교회에서 여성들이 사도 바울의 전도여행에 후원자로서 참여했음을 뜻한다.
마케도니아 지방에서도 선교활동을 할 정도로 활약하지만, 64년 네로 황제의 기독교 박해로 순교하였다. 그리스도를 믿고 따르는 믿음 안에서 이방인들 또한 동등한 구원을 얻는다는 신학의 그의 선교활동은 기독교를 이방인을 포함한 많은 이들이 들어올 수 있는 보다 보편적인 종교로 발전시키는 업적을 남겼다는 평가를 받는다. 또한 영국 성공회 사제로서 청교도적인 배경을 갖고 있던 존 폭스 신부의 《순교자》에 따르면, 사도 바울의 선교활동은 에페소스교회의 주교인 성 디모테오에게 계승되었다.

### 사도들과의 관계

베드로와 바울-엘 그레코

#### '사도'라는 명칭에 대한 논의
사도(apostle)는 '그리스어: απόστολος'의 음역이다. 'απο'는 접두어이며, 'στολ'은 '파송하다'는 동사의 어간 'στελ'이 변형된 것이다. 따라서 사도라는 뜻이 헬라어는 어떤 임무를 이룩하기 위해 누군가를 앞에 보낸다는 의미다. 따라서 '사도'란 기독교의 가르침을 전파하고 기독교 공동체의 발전을 위해, 예수 그리스도가 공동체의 지도자 역할을 맡긴 사람을 뜻한다.
사도 자격 가운데 하나는 역사적 예수의 행적을 직접 본 사람이어야 했다. 바울은 다마스커스에서 환상 중에 예수를 만나 뵈었다고 말했지만, 이는 주관적 주장이었으므로 다른 사람이 쉽게 믿을 수 없었다. 예수가 사도로 임명해야만 가능했다. 그래서 1세기 교회에서 바울이 과연 '사도'인지를 둘러싼 논쟁이 있었다. 사도행전에 의하면 바나바의 중재로 그의 진실성이 교회에서 받아들여진 것으로 나타나 있다.

#### 유대 기독교인들과의 신학갈등
갈라디아서에 따르면 예루살렘 교회의 지도자들인 야고보와 게파와 요한은 유대교 전통에 대한 해석은 전혀 달랐지만 바울을 이방인을 위한 사도로 존중하였으며, 모두 교회는 가난한 사람을 위해 일해야 한다고 생각하는 공통점이 있었다.
그리고 십사 년 뒤에 나는 디도를 데리고 바르나바와 함께 다시 예루살렘으로 올라갔습니다. 나는 하느님의 계시를 받고 올라갔던 것입니다. 거기에서 나는 소위 지도자라는 사람들과 따로 만나 내가 이방인들에게 전하고 있는 복음을 설명해 주었습니다. 그것은 내가 지금 하고 있는 일이나 지금까지 해놓은 일이 허사가 되지 않게 하려는 것이었습니다. 나와 동행했던 디도는 그리스 사람이었는데도 그들은 할례를 강요하지 않았습니다. 그런데 가짜 신도들이 우리를 노예로 만들려고 몰래 들어와서, 그리스도 예수를 믿는 우리가 누리는 자유를 엿보고 있었으므로 실상 디도가 할례를 강요당할 위험이 없었던 것은 아닙니다. 그러나 여러분에게 전한 복음의 진리를 보존하려고 우리는 조금도 양보하지 않았습니다. 하느님께서는 사람을 겉모양으로 보지 않으시므로 소위 지도자라는 사람들이 과거에 어떤 사람들이었든 간에 나에게는 아무 상관도 없지만 그들도 나에게 어떤 새로운 제언을 한 일은 없습니다. 도리어 그들은 마치 베드로가 할례받은 사람들에게 복음을 전하는 일을 위임받았듯이 내가 할례받지 않은 사람들에게 복음을 전하는 일을 위임받았다는 사실을 인정하기에 이르렀습니다. 곧 하느님께서 할례받은 사람들을 위한 사도직을 베드로에게 주신 것같이 이방인들을 위한 사도직을 나에게 주셨다는 사실을 인정한 것입니다. 그뿐만 아니라 기둥과 같은 존재로 여겨지던 야고보와 게파와 요한도 하느님께서 나에게 주신 이 은혜를 인정하고, 나와 바르나바에게 오른손을 내밀어 친교의 악수를 청하였습니다. 그리하여 우리는 이방인들에게 전도하고 그들은 할례받은 사람들에게 전도하기로 합의하였습니다.한 가지 그들이 우리에게 요구한 것은 가난한 사람들을 기억해 달라는 것이었는데 그것은 바로 내가 전부터 열심히 해오던 일이었습니다.— 갈라디아인들에게 보낸 편지 2:1-10, 공동번역성서

## 직업인 바울
사도행전에 의하면 바울은 노동을 통해 스스로 살아갔다. 즉 자비량 목회를 한 대표적인 사도라 할 수 있다.
그 뒤 바울로는 아테네를 떠나 고린토로 왔는데 거기에서 그는 본도 출신인 아퀼라라는 유다 사람을 만나게 되었다. 아퀼라는 글라우디오 황제가 모든 유다인은 로마에서 나가라는 칙령을 내렸기 때문에 얼마 전에 자기 아내 브리스킬라를 데리고 이탈리아를 떠나 온 사람이었다. 바울로가 그들을 찾아 갔는데 마침 직업이 같았기 때문에 그 집에서 함께 살면서 일을 하였다. 천막을 만드는 것이 그들의 직업이었다. — 사도행전, 18:1-3/공동번역성서

정승우에 의하면 한글성서에서 천막을 만드는 일로 번역한 헬라어 스케노포이오스는 가죽을 가공하는 모든 직업을 뜻하기도 한다. 즉, 바울은 사례비를 받아서 생활하던 대다수의 순회 설교자들과는 달리, 육적 노동자로 살아감으로써 자신의 삶을 복음 전도의 통로가 되게 하였으며, 그리스도 신앙과 일치되게 하였다. 김회권은 "에베소에서 전도할 때에 인간을 지배하던 악한 귀신들을 쫓아낸 바울로의 능력 은 노동자로서의 정직한 삶에서 나왔다"고 말하였다.

## 사회 문화적 정황
바울의 기독교 선교활동은 기원후 35년에서 60년 사이 쯤에 이루어졌다. 당시 로마제국은 지중해 전역을 통치하고 있었으며, 군사적 힘으로 위세를 떨칠 뿐 아니라 그리스(헬라)의 예술적이고 지적인 유산이 합쳐져, 지중해 세계는 하나의 공통된 도시문명으로 통합되어 있었다. 이를 그리스-로마 문명이라고 부른다.
당시 사람들의 우주관은 오늘날의 입장에서는 신화적이었다. 그들은 천상이 세 가지 층으로 구분되어 있다고 생각하였다. 사도 바울은 고린토 교회에 보낸 서신서에서 다음과 같은 말을 한다.
자랑해서 이로울 것은 없지만 나는 자랑하지 않을 수 없습니다. 이제 나는 주님께서 보여주신 신비로운 영상과 계시에 대하여 말씀 드리겠습니다. 내가 잘 아는 그리스도 교인 하나가 십사 년 전에 셋째 하늘까지 붙들려 올라간 일이 있었습니다. -몸째 올라갔는지 몸을 떠나서 올라갔는지 나는 모릅니다. 그러나 하느님께서는 알고 계십니다.- 나는 이 사람을 잘 압니다. -몸째 올라갔는지 몸을 떠나서 올라갔는지 나는 알지 못하지만 하느님께서는 아십니다.- 그는 낙원으로 붙들려 올라가서 사람의 말로는 표현할 수 없는 이상한 말을 들었습니다. 나는 이런 사람을 자랑하려고 하며 나 자신에 관해서는 나의 약점밖에 자랑하지 않겠습니다.— 고린토인들에게 보낸 둘째 편지(고린도후서), 12:1-5), 공동번역성서.

## 바울의 신학

### 바울의 예수상과 교회

#### 예수상
신약성서학자 박태식에 따르면, 바울은 역사적 예수를 만난 적은 없으며, 예수에게 복음을 전달받아서 전한다는 바울로 서신서 속의 언급들도 문서나 구전으로 전승된 그리스도의 말씀(예수 전승)을 전한다는 뜻으로 말한 것이다. 복음서와 마찬가지로 바울 서신도 예수 전승을 바울이 자신의 신학 방식으로 해석한 신학 문서다.
바울로가 고린도전서 11:23에서 언급한 성만찬(Holy Communion) 설명도 교회를 통해 전승되던 예수의 성만찬 제정 이야기를 언급한 것이다.

#### 교회관
바울은 그리스도를 교회의 기초요 머리로 해석했으며, 바울의 제자들이 선생의 이름을 빌려서 쓴 에페소서에서는 교회를 그리스도, 사도들과 예언자들을 기초로 하며(에페소 2:20), 민족의 구분이 없는 보편교회로 해석하고 있다.

### 구원론
이방에의 기독교 지도자 바울은 율법이 아닌 그리스도를 믿는 믿음을 통해 하느님과의 관계가 회복된다는 칭의를 주장했으며, 이러한 구원관은 유대교 전통을 강조한 유대 기독교와 갈등을 빚곤 했다. 그래서 신약성서학자 김득중은 "마태오 복음서에서 믿음의 실천을 강조하는 이유를 바울로의 칭의교리가 실천을 소홀히 할 수 있다고 보았기 때문"으로 추정한다.

### 성례전 해석

#### 성만찬
사도 바울은 고린도 교회에서 성만찬 때마다 부유층 교인들이 빈곤층 교인들과 밥상을 함께하지 않는 모습을 "주님이신 예수께서 잡히시기 전날 밤(성 목요일)에 성만찬을 제정하시어 그분을 기억하게 하셨습니다. 부유한 교인들이 가난한 교인들과 성만찬을 나누지 않음은 그리스도의 몸을 욕되게 하는 것이고, 가난한 교우들을 부끄럽게 하는 것입니다."이라고 비판했다.

## 바울의 편지

### 편지의 작성자 문제
신약성서에서 실제 바울의 편지가 몇 개인지를 둘러싼 논쟁이 존재한다. 전통적인 교회의 견해에 따르면, 바울의 서신은 14개에 달한다. 그러나 현대 신학자들은 바울 서신에서 사용된 언어와 내용을 살펴서 다음과 같이 구분하려 한다.
1. 확실히 바울이 작성한 서신: 로마서[44], 고린도전서, 고린도후서, 갈라디아서, 빌립보서, 데살로니가전서, 빌레몬서
2. 바울이 썼을 가능성이 있으나 증거가 부족한 편지: 데살로니가후서
3. 바울이 쓰지 않았으나 그의 사상이 담긴 편지: 골로새서[45], 에베소서[46]
4. 바울의 이름이 나오나, 그와는 다른 시대, 다른 상황에서 기록된 편지: 디모데전서, 디모데후서[45], 디도서
5. 바울의 이름이 나오지 않으며, 그와는 전혀 다른 사상과 문체로 기록된 편지: 히브리서

## 같이 보기
- 상파울루